# José Ignacio del Campo Soberón y Larrea
José Ignacio del Campo Soberón de Castaños y Larrea (1726-1782), también conocido como Joseph Ignacio del Campo Soberón de Castaños y Larrea, primer Conde del Valle de Súchil, nació en el Consejo de San Pedro Galdames, en la provincia de Vizcaya, España. Fue hijo de Gregorio del Campo Castaños y de María Soberón y Larrea, también originarios de San Pedro de Galdames. Su fecha de nacimiento fue el 30 de julio de 1726. Falleció en 1782.
Fue un adinerado y poderoso empresario minero, terrateniente, Capitán General y Gobernador de Súchil, en Nueva Vizcaya, ahora Durango. 

Súchil al sur del actual estado de Durango

## Biografía
Se sabe poco de la infancia de Del Campo Soberón, salvo que llegó al puerto de Cádiz de 12 años de edad, en 1738, donde buscó y consiguió un empleo para juntar recursos y zarpar hacia Nueva España, en busca de fortuna, lo que logró en 1745, un lustro después. 
Sus biógrafos suponen que encontró amigos y familiares cuando llegó a la Nueva Vizcaya que lo acogieron y ayudaron, como era común en el patrón migratorio de esa época. Por entonces los Borbones habían ya permitido la migración de los vascos a los territorios de ultramar, prohibida durante los 200 años que reinó en España la dinastía de los Habsburgo. La migración se concentró principalmente en Nueva Vizcaya y en el territorio que hoy pertenece a Estados Unidos y que fue parte de la Nueva España.
José Ignacio viajó al Real de Minas de Santiago de Mapimí, ubicado al norte de la Nueva Vizcaya, que era un presidio, es decir, tierra aún en proceso de conquista y sometimiento de los indios de la zona. Así, participó en los combates contra los indios Cocoyome, quienes atacaban constantemente a los mapimitenses, sin importar que fueran peninsulares, criollos o mestizos.
Su valentía en los combates le fue reconocida en su oportunidad, cuando obtuvo sus títulos nobiliarios.

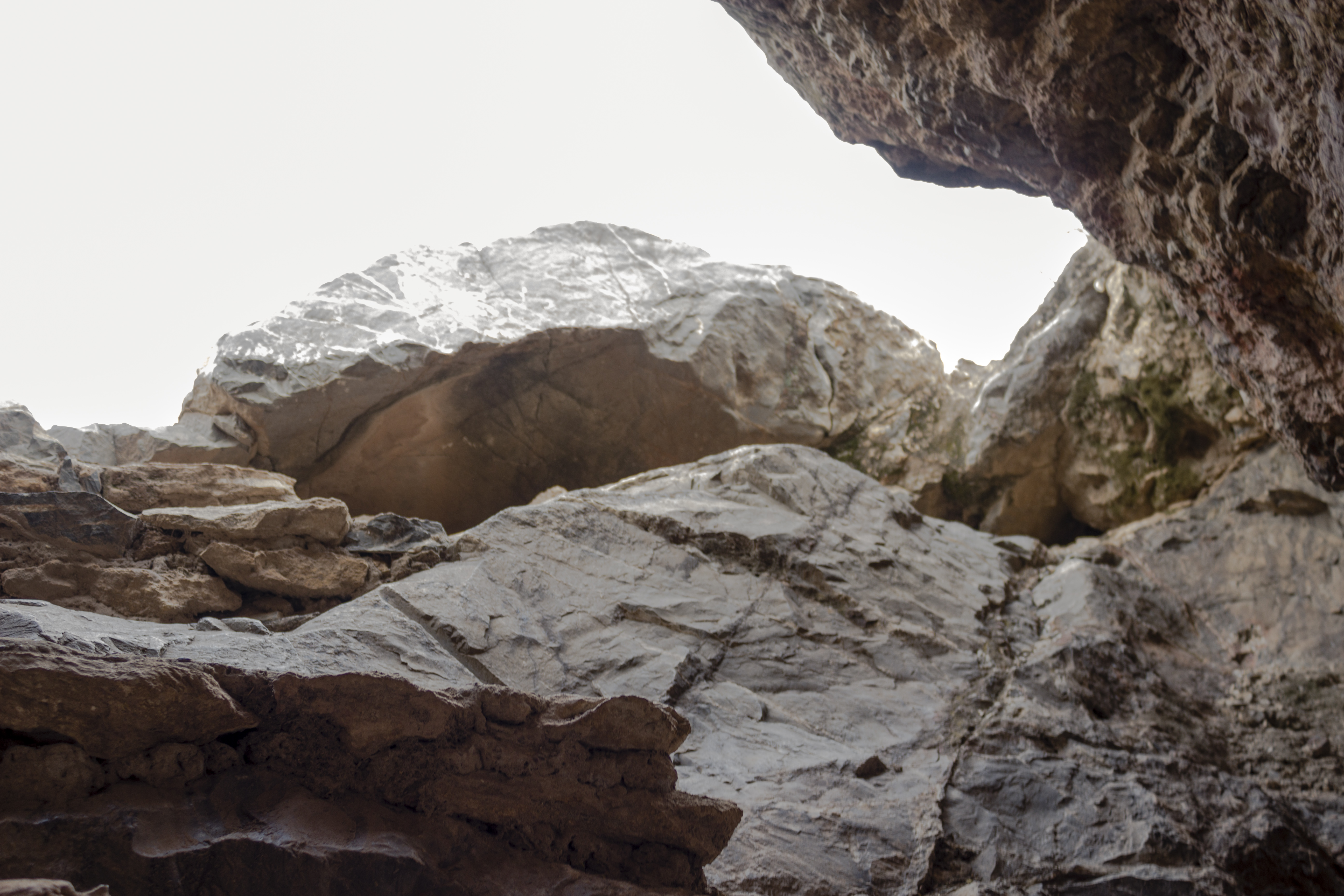
Entrada a un socavón en el Real de Minas de Mapimí

## Matrimonio
Del Campo Soberón conoció a la acaudalada criolla Isabel Erauzo y Ruiz, hija de su paisano el minero Esteban de Erauzo y Leogarda Ruiz de Somocurso. José Ignacio e Isabel contrajeron matrimonio el 15 de agosto de 1752. El matrimonio tuvo cinco hijas y un hijo. Isabel tuvo un hermano, Pedro, quien fue sacerdote y nunca se interesó en los negocios paternos por lo que al morir, hacia 1759, el minero Erauzo, heredó la mitad de su riqueza a su hija y otra parte a su yerno, quien se encargó de manejar esa inmensa fortuna, entre la que se encontraban las minas de San José de Avino y la de Nuestra Señora de Aránzazu de Gamón.

## Palacio del Conde del Valle de Súchil
Como era de esperarse de un hombre rico y de negocios, alrededor de 1759 Del Campo Soberón mandó construir su palacete, para vivir con su familia, a dos cuadras de la Plaza de Armas, en la esquina suroeste de las actuales calles de Francisco I. Madero y 5 de Febrero, de la ciudad de Durango. Además de tener todos los conceptos de elegancia y comodidad de la época, su construcción fue hecha con los mejores materiales disponibles, tanto que a pesar de su accidentada historia y el tiempo transcurrido, aún conserva parte de su pintura original, sobre todo en una pared de la escalera que comunica a sus patios. "... Notabilísimas también son las puertas originales, talladas en combinaciones de varios tipos de madera. Finalmente, se conservan muchas de las vigas originales y del tablazón de los techos en los cuartos."
Contrató los servicios del maestro Pedro de Huertas, quien construyó el suntuoso edificio, como se observa desde sus portadas laterales, con estilo barroco.

## Gobernador y capitán general
En abril de 1761 arribó a la ciudad José Carlos de Agüero, quien sería el nuevo gobernador de la Nueva Vizcaya. Él y José Ignacio Del Campo Soberón se volvieron amigos cercanos. Por recomendación del propio Agüero lo sustituyó 19 meses en sus puestos de gobernador y capitán general de la Nueva Vizcaya cuando tuvo que irse a preparar la defensa del Castillo de San Juan de Ulúa, en la entrada del puerto de Veracruz, durante la Guerra de los Siete Años (1756-1763) contra el Reino de Gran Bretaña.

## Título nobiliario

Escudo de Súchil, Nueva Vizcaya, hoy Durango, que le da nombre al título nobiliario del conde del Valle de Súchil.

Tras ser un influyente hombre de negocios, a Del Campo Soberón sólo le faltaba un título nobiliario. Le tomó cuatro años obtenerlo. Para ello, usó todos los medios que tuvo a su alcance y en particular, aprovechó la valiosa amistad del gobernador Agüero, quien presentó la petición a Carlos III junto con grandes sumas de dinero para pagar los impuestos que requería la corona a quien quisiera un título nobiliario: el quinto real, el servicio de Media Annata y de Lanzas.
Domingo Deras Torres escribió al respecto: El real documento a favor de Larrea, fue expedido por Carlos III en el Palacio de Aranjuez, el 11 de junio de 1766. En una de sus partes, el instrumento dice así: “Por tanto y porque habéis elegido el del Conde del Valle de Súchil, para más honraros y sublimar vuestra persona y casa, es mi voluntad que vos, el mencionado don Joseph Ignacio del Campo Soberón y Larrea y los expresados vuestros hijos, herederos y sucesores cada uno en su tiempo y perpetuamente para siempre jamás, os podéis llamar e intitular, Conde del Valle de Súchil…  El señor Conde de Valle de Súchil tenía 49 años de edad. Disfrutó su título nobiliario durante seis años.  
El 21 de diciembre de 1782, falleció el primer Conde de Súchil en su hacienda San Amador del Mortero. Su cadáver fue trasladado a su palacete. Fue sepultado en la acera de enfrente, en el desaparecido templo de San Francisco, entonces adyacente a la plaza del mismo nombre. En esa iglesia se entronizó a la Virgen de Begoña, patrona de Vizcaya. En 1916 fue demolida por el gobernador Gabriel Gavira Castro. El “multifamiliar Francisco Zarco” ocupa actualmente el predio.
Un lustro después de la muerte de su padre, José María Del Campo y Erauzo recibió la real carta de sucesión que lo invistió como segundo Conde del Valle de Súchil. Lo fue 36 años. En 1823, el año de la caída del imperio de Agustín de Iturbide estando de cacería con algunos de sus empleados, en el cañón “El Molino”, una osa lo atacó, le infligió varias heridas, la más grave de ellas en el cuello. Sus acompañantes mataron a la osa, pero el segundo Conde del Valle de Súchil sobrevivió poco tiempo. 
Del Campo y Erauzo era padre de ocho hijos: Esteban, Luisa, Isabel, Manuel, Juan, María del Carmen, Dominga y María Salomé del Campo y Bravo. Ninguno de ellos, ni sus descendientes solicitó la sucesión del título, y por esto en 1919 pudo ser rehabilitado por el rey Alfonso XIII a favor de José María de Garay y Rowart, tercer conde del Valle de Súchil. El cuatro conde fue Eduardo de Garay y Garay y el quinto, actual, es Ramón de Garay y Despujol.